# Hoàng Tụy
Pour les articles homonymes, voir Hoang.
Hoàng Tụy, né le 17 décembre 1927 et mort le 14 juillet 2019 à Hanoï, est un mathématicien vietnamien mondialement reconnu. 
Il est un des deux véritables pères des mathématiques vietnamiennes, l'autre étant Lê Văn Thiêm.

## Biographie
Hoàng Tụy passe sa thèse à l'université d'État de Moscou en 1959. Il travaille en optimisation globale (en) et a publié environ 160 articles. Il est professeur à l'institut de mathématiques de l'université de technologie de Hanoï (en), institut dont il fut directeur de 1980 à 1989. 
En 1997, un congrès en l'honneur de Hoàng Tụy a été organisé à l'institut de technologie de Linköping en Suède.
En décembre 2007, une conférence internationale sur la programmation non convexe a été organisée à Rouen en France à l'occasion de son 80e anniversaire en reconnaissance de ses travaux précurseurs qui ont considérablement influencé le domaine de l'optimisation globale. 

### Famille
Son fils, Hoang Duong Tuan, est maître de conférences en mathématiques à l'université de Nouvelle-Galles-du-Sud en Australie. Son gendre, Phan Thien Thach, travaille lui aussi sur l'optimisation.